# Львовская областная государственная администрация
Львовская областная государственная администрация (укр. Львівська обласна державна адміністрація) — государственная областная администрация Львовской области. В пределах своих полномочий осуществляет исполнительную власть на территории соответствующей административно-территориальной единицы, а также реализует полномочия, делегированные ей соответствующим советом.
Состав Львовской областной государственной администрации формирует голове. Председатель Львовской областной государственной администрации назначается на должность и освобождаются от должности Президентом Украины по представлению Кабинета Министров Украины.
Председатель Львовской областной государственной администрации при осуществлении своих полномочий ответственно перед Президентом Украины и Кабинетом Министров Украины, подотчетен и подконтролен органам исполнительной власти высшего уровня.

## Председатели
| Фото | Имя                                                                 | Годы жизни | Начало срока    | Конец срока     | Примечания              |
| ---- | ------------------------------------------------------------------- | ---------- | --------------- | --------------- | ----------------------- |
|      | Николай Николаевич Горынь Микола Миколайович Горинь                 | род. 1945  | 7 июля 1995     | 7 февраля 1997  |                         |
|      | Михаил Васильевич Гладий Михайло Васильович Гладій                  | род. 1952  | 7 февраля 1997  | 14 января 1999  |                         |
|      | Степан Романович Сенчук                                             | 1955—2005  | январь 1999     | март 2001       |                         |
|      | Михаил Васильевич Гладий Михайло Васильович Гладій                  | род. 1952  | март 2001       | 26 апреля 2002  |                         |
|      | Мирон Дмитриевич Янкив Мирон Дмитрович Янків                        | род. 1951  | 26 апреля 2002  | 4 июня 2003     |                         |
|      | Александр Степанович Сендега Олександр Степанович Сендега           | род. 1953  | 9 июня 2003     | 20 декабря 2004 |                         |
|      | Пётр Михайлович Олейник Петро Михайлович Олійник                    | 1957—2011  | 15 февраля 2005 | 27 февраля 2008 |                         |
|      | Николай Иванович Кмить Микола Іванович Кміть                        | род. 1966  | 28 февраля 2008 | 20 апреля 2010  |                         |
|      | Василий Михайлович Горбаль Василь Михайлович Горбаль                | род. 1971  | 20 апреля 2010  | 21 декабря 2010 |                         |
|      | Михаил Михайлович Цымбалюк Михайло Михайлович Цимбалюк              | род. 1964  | 21 декабря 2010 | 2 ноября 2011   |                         |
|      | Михаил Дмитриевич Костюк Михайло Дмитрович Костюк                   | род. 1961  | 2 ноября 2011   | 4 марта 2013    |                         |
|      | Виктор Викторович Шемчук Віктор Вікторович Шемчук                   | род. 1970  | 4 марта 2013    | 31 октября 2013 |                         |
|      | Олег Михайлович Сало                                                | род. 1968  | 31 октября 2013 | 2 марта 2014    |                         |
|      | Ирина Игоревна Сех Ірина Ігорівна Сех                               | род. 1970  | 2 марта 2014    | 14 августа 2014 |                         |
|      | Юрий Иванович Турянский Юрій Іванович Турянський                    | род. 1975  | 14 августа 2014 | 26 декабря 2014 | исполняющий обязанности |
|      | Олег Михайлович Синютка Олег Михайлович Сало                        | род. 1970  | 26 декабря 2014 | 11 июня 2019    |                         |
|      | Ростислав Теодозиевич Замлинский Ростислав Теодозійович Замлинський | род. 1976  | 11 июня 2019    | 5 июля 2019     | исполняющий обязанности |
|      | Маркиян Маркиянович Мальский Ростислав Теодозійович Замлинський     | род. 1976  | 5 июля 2019     | 24 декабря 2019 |                         |
|      | Василий Миронович Лозинский Василь Миронович Лозинський             | род. 1986  | 24 декабря 2019 | 5 февраля 2020  | исполняющий обязанности |
|      | Максим Зиновьевич Козицкий Максим Зіновійович Козицький             | род. 1981  | 5 февраля 2020  | н. в.           |                         |

## Руководство
- Председатель — Козицкий Максим Зиновьевич
- Первый заместитель председателя — Годик Андрей Михайлович
- Заместители председателя — Бучко Юрий Богданович, Собко Иван Михайлович, Кулепин Александр Сергеевич
- Руководитель аппарата — Шурпяк Ирина Владимировна

## Структура
- Департамент финансов
- Департамент агропромышленного развития
- Департамент экономического развития, инвестиций, торговли и промышленности
- Департамент социальной защиты населения
- Департамент международного сотрудничества и туризма
- Департамент информационной деятельности и коммуникаций с общественностью
- Департамент по вопросам гражданской защиты
- Департамент здравоохранения
- Департамент экологии и природных ресурсов
- Управление архитектуры, градостроительства и инфраструктурных проектов
- Департамент образования и науки
- Департамент жилищно-коммунального хозяйства
- Департамент информационных технологий и хозяйственного обслуживания
- Департамент по вопросам культуры, национальностей и религий
- Управление молодежи и спорта
- Департамент развития инфраструктуры, дорожного хозяйства и топливно-энергетического комплекса
- Управление капитального строительства
- Служба по делам детей
- Государственный архив Львовской области